# Cantone di Saint-Clair-sur-l'Elle
Il Cantone di Saint-Clair-sur-l'Elle era una divisione amministrativa dell'arrondissement di Saint-Lô.
È stato soppresso a seguito della riforma complessiva dei cantoni del 2014, che è entrata in vigore con le elezioni dipartimentali del 2015.
Comprendeva i comuni di:
- Airel
- Bérigny
- Cerisy-la-Forêt
- Couvains
- La Meauffe
- Moon-sur-Elle
- Notre-Dame-d'Elle
- Saint-André-de-l'Épine
- Saint-Clair-sur-l'Elle
- Saint-Georges-d'Elle
- Saint-Germain-d'Elle
- Saint-Jean-de-Savigny
- Saint-Pierre-de-Semilly
- Villiers-Fossard